# Galdemar Carpinel
 (mars 2020).
Si vous disposez d'ouvrages ou d'articles de référence ou si vous connaissez des sites web de qualité traitant du thème abordé ici, merci de compléter l'article en donnant les références utiles à sa vérifiabilité et en les liant à la section « Notes et références ».

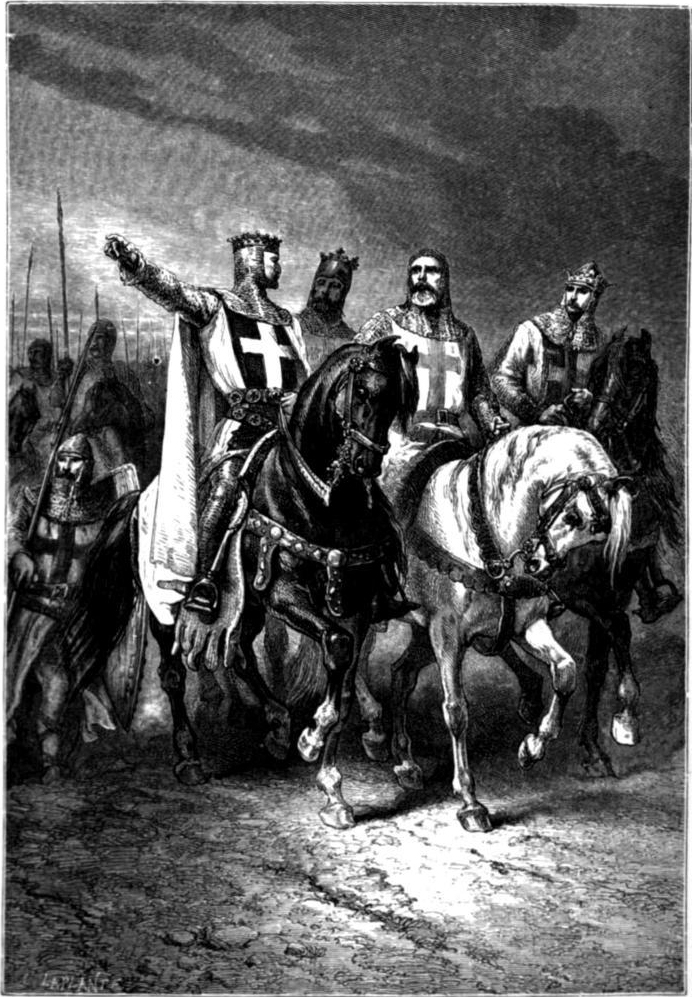
Les dirigeants de la première croisade : Godefroy de Bouillon, Bohémond de Tarente, Raymond IV de Toulouse et Tancrède de Hauteville.

Galdemar Carpinel, Galdemar Carpinelle, Geldemar Charpenel,, Geldemar Carpenel, ou encore Gaudemar Charpinel (décédé le 7 septembre[réf. nécessaire] 1101), de parenté inconnue, seigneur de Dargoire, fut nommé seigneur de Haïfa (Caiphas) par Godefroy de Bouillon après la prise de Jérusalem lors de la première croisade.

## Biographie
Galdemar Carpinel était seigneur pour partie de Dargoire en Lyonnais. Il prit la croix lors de la première croisade et rejoignit l'armée de Raymond de Saint-Gilles. Après la conquête de Jérusalem, lors de laquelle les forces de Geldemar furent aidées par Raymond Pelet[réf. nécessaire], Raymond de Saint-Gilles l'envoya d'abord à Jaffa pour escorter des pèlerins mais fut rapidement rejoint par Guillaume de Sabran et Raymond Pelet envoyés en renfort lors d'un combat entre Lydda et Ramla. Godefroy de Bouillon lui confia ensuite, en tant que son ami, la régence de Haïfa. Haïfa a été récemment libérée par Tancrède de Hauteville ; irrité par la décision de Godefroy de Bouillon, il expulsa plus tard de la ville Galdemar Carpinel, après la mort de Godefroy de Bouillon en 1100. Galdemar Carpinel se retira alors au château Saint-Abraham à Hébron.
Faisant appel au nouveau roi de Jérusalem, Baudouin Ier de Jérusalem, Galdemar Carpinel fut réinstauré comme seigneur de Haïfa, sous la condition que ce titre soit restitué à Tancrède de Hauteville au bout de 15 mois. Galdemar Carpinel était l'un des nombreux barons qui avaient soutenu la nomination de Daimbert de Pise en tant que patriarche latin de Jérusalem, et cependant, à la mort de Godefroy, il s'empara de la Tour de David (la citadelle de Jérusalem) en même temps que du patriarche précédent Arnoul de Chocques afin d'assurer la succession de Baudouin Ier, refusant par là-même la vision qu'avait Daimbert d'instaurer une théocratie à Jérusalem[réf. nécessaire].
En septembre 1101, Galdemar Carpinel fut tué lors de la première bataille de Ramla contre le califat fatimide, alors qu'il combattait dans l'avant-garde des croisés. À sa mort, Haïfa fut officiellement retourné à Tancrède de Hauteville, mais, au plus tard en 1103, la seigneurie fut donnée à Rohard Ier d'Haïfa, supposément parent de Galdemar[réf. nécessaire].